# 青木重直
青木 重直（あおき しげなお）は、戦国時代から江戸時代初期にかけての武将。摂津国麻田藩主家の祖。

## 略歴
青木氏は『寛政譜』では武蔵七党の一つ丹党の末で美濃国に流されたと称する丹党流に作るが、『青木系図』では藤原北家利仁流に作る。いずれにしろ、美濃国の出身。
初め土岐頼芸、次いで斎藤道三に仕えた。
『信長記』の一部によれば、永禄2年（1559年）に織田信長が初めて上洛した際に斎藤義龍の命令で信長の命を狙った刺客の一人だったという。
美濃斎藤氏滅亡後は織田氏に仕え、家臣の丹羽長秀の与力。山崎の戦い、賤ヶ岳の戦いに参加した。後に豊臣秀吉の家臣となって、御伽衆に列した。
文禄2年（1593年）10月17日、摂津国豊島郡のうちで1,400石を与えられ、文禄4年（1595年）9月21日、菟原郡で360石を加増された。この後に剃髪して浄憲と称し、刑部卿法印に叙された。
慶長18年11月21日（1614年元旦）または慶長8年（1603年）、大坂で死去した。享年86または88。
遺領は長男の一重が相続した。

## 系譜
- 父：青木重藤[2]（または某氏）
  - 長男：青木一重（1551-1628）
  - 女子：小寺則頼（小寺宮内右衛門。斎藤義龍の家臣）室
  - 次男：青木重経（?-1573） - 渥美重経。徳川家康の家臣、三方ヶ原の戦いで討死
  - 三男：青木直継（?-1578） - 羽柴秀吉の家臣、天正6年の播磨攻めで戦死
  - 四男：青木可直（1561-1622） - 麻田藩2代藩主重兼の実父